# Freud's Last Session
Freud's Last Session é um filme de 2023 baseado na peça teatral homônima de Mark St. Germain, que por sua vez é baseada no livro The Question of God, escrito por Armand Nicholi. O roteiro foi escrito por St. Germain, com o filme dirigido por Matt Brown e estrelado por Anthony Hopkins e Matthew Goode. A estreia foi no AFI Fest em 27 de outubro de 2023. A Sony Pictures Classics lançou o filme nos Estados Unidos em 22 de dezembro de 2023.

## Sinopse
O filme conta a história de um encontro entre C. S. Lewis e Sigmund Freud e do debate sobre Deus que se segue, e de discussões sobre a natureza de seus relacionamentos com outras pessoas, como a filha de Freud.

## Elenco
- Anthony Hopkins como Sigmund Freud
- Matthew Goode como C. S. Lewis
- Liv Lisa Fries como Anna Freud
- Jodi Balfour como Dorothy Burlingham
- Pádraic Delaney como Warren Lewis
- Stephen Campbell Moore como J. R. R. Tolkien
- Rhys Mannion como o jovem C. S. Lewis
- George Andrew-Clarke como Paddy Moore
- Orla Brady como Janie Moore
- Gary Buckley como Albert Lewis
- Tarek Bishara como Jacob Freud
- Jeremy Northam como[5] Dr. Ernest Jones